# Alex Neumann

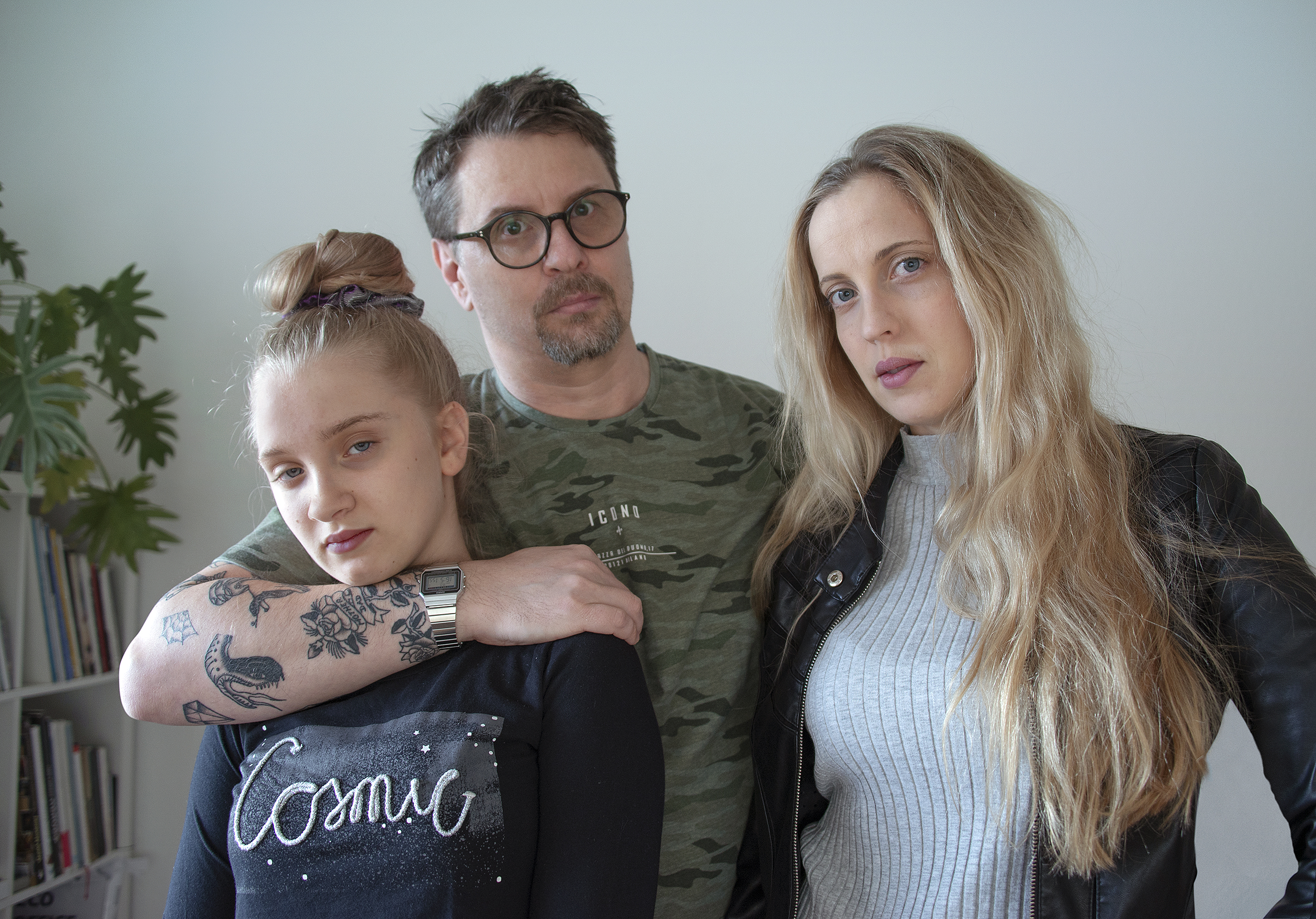
Alex Neumann 2020

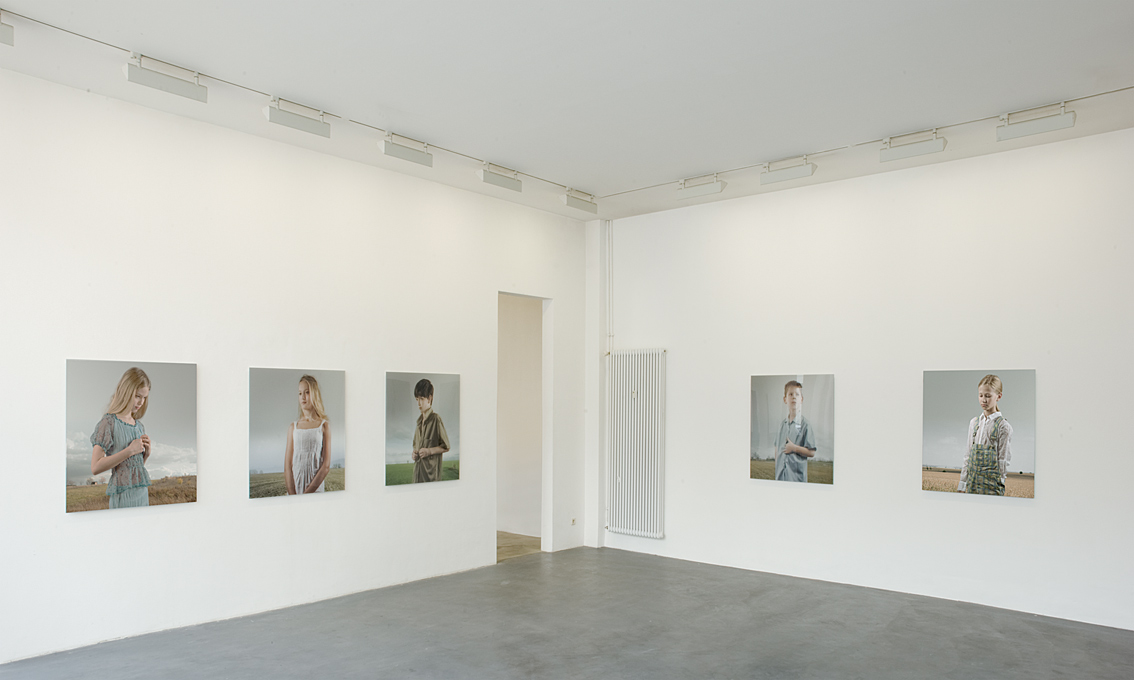
Instalace snímků na výstavě v Německu, galerie Heinz-Martin Weigand, cyklus Zástupní (The Replacement)

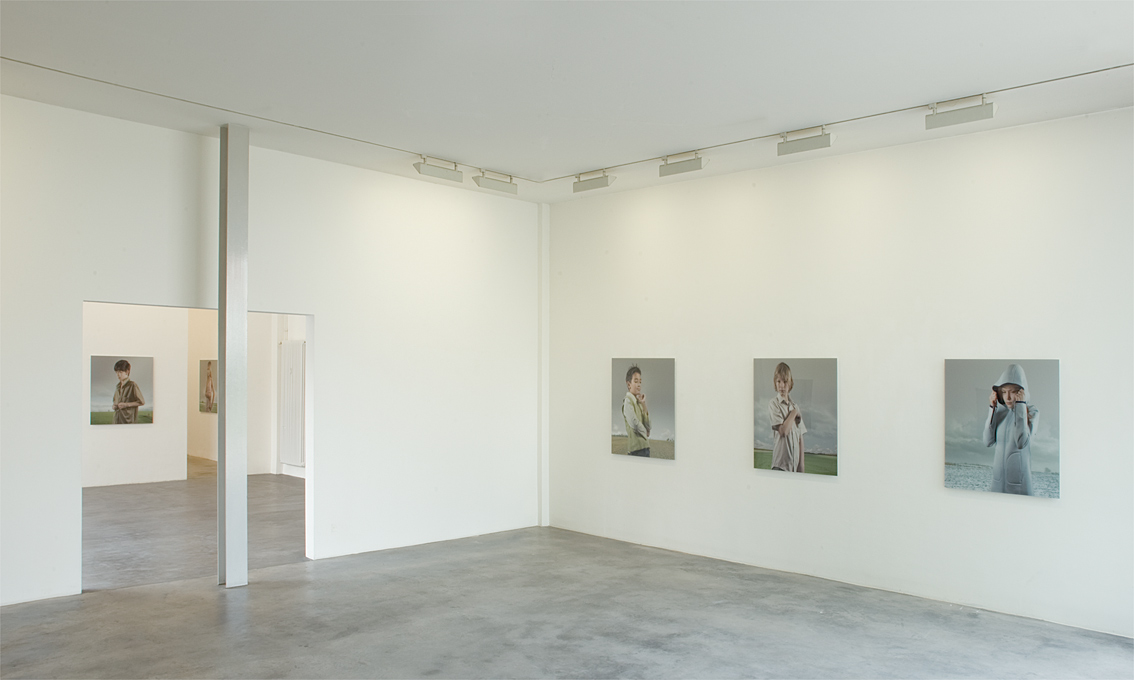
Výstava Zástupní v galerii Heinz-Martin Weigand, Německo, 2010

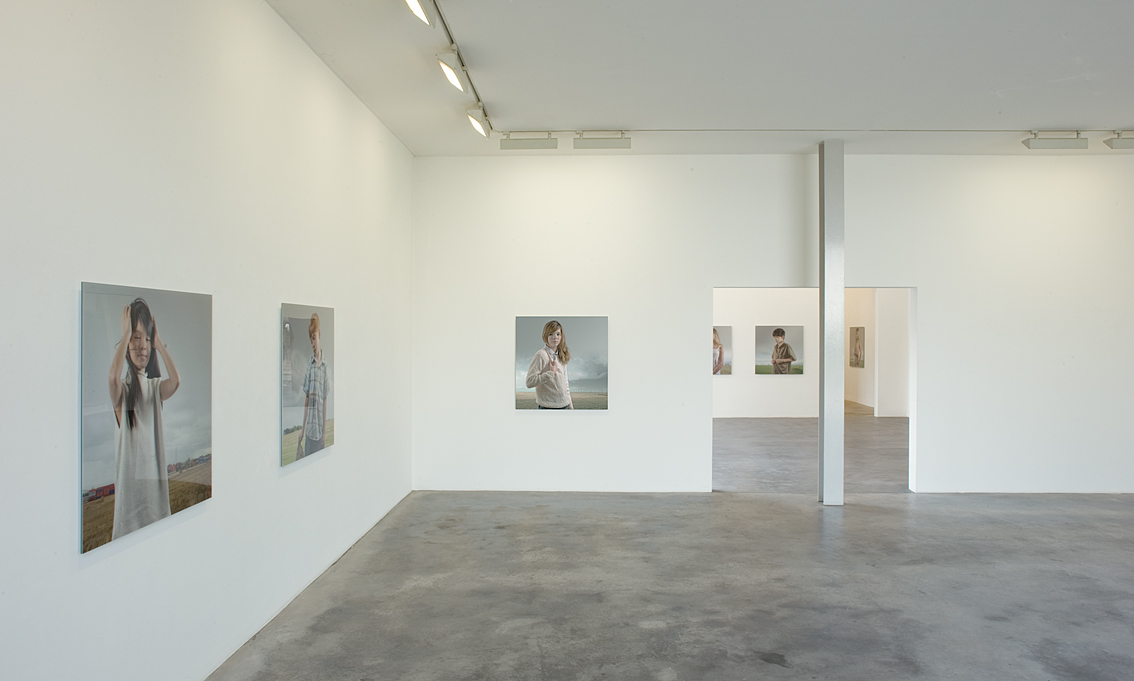
Výstava Zástupní v galerii Heinz-Martin Weigand, Německo, 2010

Alex Neumann je názvem umělecké skupiny, kterou tvoří manželská dvojice a jejich dcera. Tvůrci se zabývají především tématem identity v mnoha různých podobách. Jako stále větší počet mladých tvůrců ovládají možnosti digitálních manipulací fotografického obrazu. Místo tradičního zobrazování reálného světa a jeho obyvatel, které ve fotografii dominovalo po prvních sto padesát let její existence, vytvářejí obrazy neexistujícího světa a uměle vytvořených lidí, v nichž se stírají hranice mezi skutečností a fikcí.

## Životopis
Barbara Neumann se narodila roku 1987 v Berouně a dětství prožila v Dobřichovicích v blízkosti Prahy. V letech 2002-2006 studovala Střední průmyslovou školu grafickou v Praze. Současně se věnovala dalším uměleckým aktivitám jako například studiu vizuálního umění u akademické malířky Gaislerové nebo studiu fotografie na Pražské fotografické škole. Od roku 2006 studovala společně se svým manželem na Institutu tvůrčí fotografie, Slezské univerzity v Opavě.
Radim Neumann se narodil roku 1971 v Přerově, kde prožil prvních 19 let svého života. Následně se přestěhoval do Prahy, kde se věnoval hudbě a grafickému designu v renomovaných pražských studiích. Kromě studia Lidové umělecké školy a Pražské fotografické školy začal v roce 2006 studovat se svou manželkou na Institutu tvůrčí fotografie, Slezské univerzity v Opavě, kde roku 2012 oba zdárně dokončili studium magisterského oboru.
Klara Neumann se narodila roku 2006 v Hořovicích. V roce 2019 se zapojila do projektu "Ich heiße Neumann" a začala k fotografii přistupovat sama tvůrčím způsobem.

## Dílo
Manželský pár Barbara a Radim Neumannovi působí na umělecké scéně od roku 2005. Od té doby vystavovali na mnoha společných a individuálních výstavách u nás i v zahraničí. Jejich největším úspěchem byla účast na projektu ReGeneration2 Elysejského muzea v Lausanne a s tím spojené výstavy po celém světě ve významných institucích nebo na renomovaných fotografických festivalech. Neumannovi tak své práce představili v newyorském Aperture Foundation, Musée de l'Elysée nebo na fotografickém festivalu Les Rencontres d'Arles. Velkým úspěchem byla také skupinová výstava “Lucky - Kindheit in zeitgenössischer Fotografie” v německé státní galerii Kunst Galerie Fürth (2011), kde měli možnost vystavovat vedle takových celebrit jako je Herlinde Koelbl, Bernhard Prinz, Anna Skladmann či Achim Lipoth.
Ve své tvorbě se věnují především tématu identity a manipulace fotografického média. V portrétních sériích se zabývají genetickou stavbou obličeje, když vytváří dětské klony slavných hvězd nebo děti fiktivních rodičů z řad svých přátel. Tyto cykly poukazují nejen na stav současných vědeckých možností, ale také na možné hypotetické vztahy mezi klonem a originálem, případně mezi matkou a fiktivním dítětem.
Další součástí tvorby manželů je krajinářská fotografie. Soubor “Riverside Paradise” dokumentuje prostředí na břehu řeky Berounky, které se stalo po povodni v roce 2002 v Dobřichovicích zajímavým úkazem. Tato krajina je již osm let nikým neupravována a pro mnoho obyvatel z Dobřichovic se stala místem relaxace. Nejmenovaná firma však měla velký zájem na “kultivování” tohoto místa a spolu s městským úřadem se rozhodla pro výstavbu asfaltové silnice lemující břeh řeky. Neumannovi podpořili petici místního obyvatelstva účastí v soutěži Czech Press Photo a za sérií “Riverside Paradise” získali 3. místo v kategorii životní prostředí. Projekt stavební firmy se nakonec nerealizoval.
V další sérii “The River” se Neumannovi zaměřují na proměnu identity zimní krajiny. Vzdálený svět Antarktidy přiblížili pomocí počítačových montáží, když malé říční kry proměnili v monumentální pohoří prosvětlené sluncem. Sofistikovaná počítačová montáž protíná většinu sérií Neumannových. Nejedná se ale o jednoduché deformace pomocí filtrů Adobe Photoshopu, nýbrž o klasické výtvarné techniky jak je známe z pláten obrazů.
Do svého nového projektu „Ich heiße Neumann“ shrnují přibližně 7letou práci na téma jejich pokusu o asimilaci v Německu a postupné začleňování se do života v jiné zemi. Fotografiemi sledují detaily, které jim připadají v novém prostředí cizí, snaží se zachytit různé pocity stesku po domově, po známém prostředí, známých tvářích, jazyce atp. Zároveň nesledují jen sebe, ale i působení prostředí na jejich dceru, která se se změnou vyrovnává v dětském věku mnohem rychleji. Před očima se jim tak mění v Němku, avšak pro ně, jako rodiče, tak trochu v cizince. Zároveň se však stávají i oni cizinci pro ni… Do projektu se zapojila aktivně i jejich dcera.

## Výstavy

### Samostatné výstavy
- The Replacement, Artitled-contemporary art, Herpen, 2010
- The Replacement Galerie Heinz-Martin Weigand – Ettlingen, 2010
- The Replacement / Descendants, Opera Gallery in Ostrava, 2010
- The Replacement, Měsíc fotografie Bratislava, 2009
- Homeworks, Gallery FotoGrafic – Prague, 2009
- Descendants / The Blind, House of Arts in Opava, 2008

### Skupinové výstavy
- Rencontres de la Photographie of Marrakech in Morocco 2019 (Festival Voies Off 2019)
- Festival Voies Off – Award 2019 – Presence / Rencontres d’Arles 2019
- The Inner Circle of Contemporary Czech Photography, Prague City Gallery, 2013
- Lucky – Kindheit in zeitgenössischer Fotografie / Kunst galerie Fürth, 2011
- ITF, Galerie Prospekto, Vilnius, 2011
- Lab East / V8 Verlag GmbH, Cologne, 2011
- Czech Press Photo, Prague, 2010
- ReGeneration 2 – Tomorrow’s photographers today – (Musée de l'Elysée Laussane; Les Rencontres d’Arles; Aperture Foundation, New York 2010 – 2014)
- The Twentieth Year of ITF – University of Oxford, 2010
- Fotofestiwal in Lodz – Factory of Photography, Lodz, 2010
- The Twentieth Year of ITF – Galerie Gamu, Praha / National Theater, Brno, 2010
- Prague Biennale 4 / Prague Biennale Photo 1, Real Unreal, Prague, 2009
- The Young Czech Photography, Galeria Luksfera and Galeria Klimy Bocheskij – Warsaw Festival, Poland, 2009
- Identity of Young Czech Women Photographers, The Hungarian House of Photography-Mai Manó House, Budapest, 2009
- Czech Press Photo, Praha, 2008
- 9PH Identité 08 Lyon Septembre de la Photographie, 2008
- “Czech Start” Fotobild BERLIN, Germany, 2007
- Young Czech Women Photographers – Month Of Photography in Bratislava, 2007

### Ocenění
- Voies Off – Award 2019
- IPA 2012 – 3rd Place / The River (Fine Art – Landscape Pro)
- Czech Press Photo 2010 – 3rd place / Riverside Paradise (Environment)
- Lab East – 30 photographic positions from Central and Eastern Europe – photeur.net
- ReGeneration 2 – Final selection for tomorrows Photographers Today / Musée de l'Elysée Lausanne
- Czech Press Photo 2008 – Honorable Mention / The Blinds (Portrait)
- IPA – International Photography Awards – Honorable Mention / The Replacement

### Sbírky
- Musée de l'Elysée, Švýcarsko
- Michaelis School of Fine Art, Jižní Afrika
- Galerie Heinz-Martin Weigand, Německo
- Artitled-contemporary art, Nizozemsko
- Soukromé sbírky